# 제임스 프랜시스 긴티
제임스 프랜시스 긴티(James Francis Ginty, 1980년 12월 4일 ~ )는 미국의 배우이다.

## 출연 작품
- 써로게이트 (2009)
- 우리 생애 나날들 (1965)